# Canal de Telemark

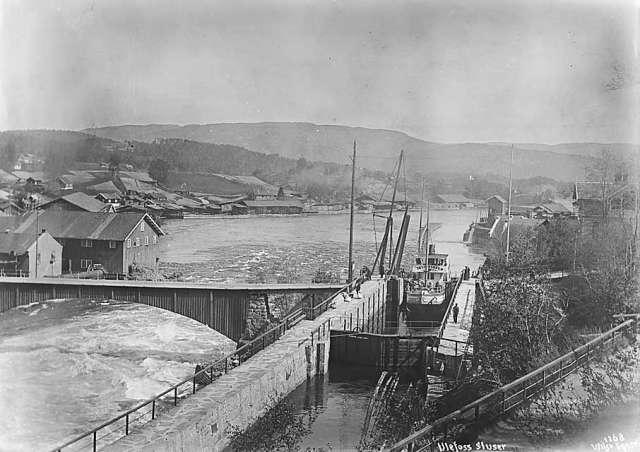
El Telemark en Ulefoss en 1902

El canal de Telemark (en noruego: Telemarkskanalen) es una vía fluvo-lacustre que conecta las localidades de Skien y Dalen, en el sur de Noruega, vinculando varios largos lagos en la cuenca del río Skien a través de una serie de 18 esclusas. El canal tiene 105 km de longitud y salva una diferencia de altitud de 72 m. La mayor esclusa de escalera es Vrangfoss, que tiene cinco cámaras y una altura de elevación de 23 m.
Originalmente el actual canal constaba de dos canales: el canal Norsjø-Skien, con esclusas en Skien y Løveid, construido en 1854-1861, que conectaba Skien con el lago Nor (Norsjø); y el canal Bandak–Nordsjø, de más longitud, inaugurado en 1892 por el entonces ministro de Trabajo Hans Hein Theodor Nysom. Este último tramo extendió el canal desde el lago Nor a través de los lagos Kviteseidvatn (Kviteseidvatnet)  y Flåvatn hasta el lago Bandak. En Europa, en el momento en que se terminó el canal fue visto como «la octava maravilla». El canal Bandak–Nordsjø fue construido principalmente para facilitar el transporte de mercancías y pasajeros, para acarrear madera flotante y para evitar las inundaciones. El transporte flotante de madera ya no se practica, debido al cierre de la Norske Skog Union, una fábrica de papel local. Una sección del este da acceso desde el lago Nor hasta Notodden vía lago Heddalsvatnet.
Los riverboats (barcos fluviales del tipo vapores de rueda) Henrik Ibsen y Victoria viajan con turistas desde Skien a Dalen Kviteseid. El 'Victoria  ha navegado por el canal Norsjø-Skien desde 1882, y por el canal Bandak–Norsjødesde su inauguración.

## Lista de esclusas
Hay 18 cámaras de las esclusas en 8 lugares diferentes.
| Esclusa   | Altura salvada | Cámaras | Tiempo de paso |
| --------- | -------------- | ------- | -------------- |
| Skien     | 5 m            | 1       | 20 min         |
| Løveid    | 10.3 m         | 3       | 35 min         |
| Ulefoss   | 10.7 m         | 3       | 40 min         |
| Eidsfoss  | 10 m           | 2       | 30 min         |
| Vrangfoss | 23 m           | 5       | 60 min         |
| Lunde     | 3 m            | 1       | 15 min         |
| Kjeldal   | 3 m            | 1       | 15 min         |
| Hogga     | 7 m            | 2       | 25 min         |

Las dimensiones máximas de las embarcaciones que pueden cruzar el canal son las siguietnes:
| Dimensión         | Metro | Destacable                         |
| ----------------- | ----- | ---------------------------------- |
| Altura del mástil | 16    | Limitado a 12.8 m en Ulefoss–Dalen |
| Longitud          | 31.4  | -                                  |
| Anchura           | 6.6   | -                                  |
| Calado            | 2.5   | -                                  |